# M-5 (Pakistan)

De M-5 (Urdu: ایم ٥ موٹروے) of Multan–Sukkur Motorway (Urdu: ملتان سکھر موٹروے) is een autosnelweg in Pakistan. De M-5 verbindt de M-4 in Multan met de M-6 in Sukkur over een afstand van 392 kilometer. De snelweg werd geopend in 2019.
M-1 ·
M-2 ·
M-3 ·
M-4 ·
M-5 ·
M-6 ·
M-7 ·
M-8 ·
M-9 ·
M-10 ·
M-11 ·
M-12 ·
M-13 ·
M-14 ·
M-15 ·
M-16 ·
L-20